# 細川教春 (和泉上守護家)
細川 教春（ほそかわ のりはる）は、室町時代中期の武将・守護大名。和泉国半国守護。官位は刑部大輔。通称は九郎。細川和泉上守護家4代当主。等観院誓翁弘公と号す。
和泉上守護家の通字により、教有ともいう。教春、教有いずれも「教」の字は6代将軍・足利義教から偏諱の授与を受けたものである。

## 生涯
細川持有の子として誕生した。
永享7年（1435年）9月25日、足利義教より偏諱を受けて教春と名乗る。9月26日、父・持有に従って大和国に出陣。永享9年（1437年）2月に鳥取和泉入道や安野井を攻め滅ぼし、4月には上神城攻めで上神若狭入道を降伏させ、義教から感状を与えられた。
永享10年（1438年）9月17日、和泉半国守護に補任され、阿波国・讃岐国・伊予国の所領を安堵される。
嘉吉元年（1441年）、嘉吉の乱を起こした赤松満祐討伐に参加。細川持常らが播磨国の人丸塚蟹坂で赤松教康と合戦した際に名が見える。その戦功により備前国宇治郷、摂津国呉庭庄の所領を与えられる。文安4年（1447年）2月、刑部大輔に任じられた。
宝徳2年（1450年）4月27日、28歳で死去。和泉半国守護の後任には弟・常有が補任された。